# Сушица (област Благоевград)
Вижте пояснителната страница за други значения на Сушица.
Су̀шица е село в Югозападна България. То се намира в община Симитли, област Благоевград.

## Население

### Етнически състав
Преброяване на населението през 2011 г.
Численост и дял на етническите групи според преброяването на населението през 2011 г.:
|                     | Численост |
| Общо                | 84        |
| Българи             | 83        |
| Турци               | -         |
| Цигани              | -         |
| Други               | -         |
| Не се самоопределят | -         |
| Неотговорили        | -         |

## География
Село Сушица се намира в планински район.

## История
В края на XIX век Сушица е голямо българско село, числящо се към Горноджумайската кааза на Серския санджак.
В 1891 година Георги Стрезов пише за селото:
| „ | Сушица, със 120 къщи чисти българе; една църква, в която се чете славенски; училище подобно на училището в Тросково; занятие: дървари и дърводелци. Далеч е от града 5 часа. | “ |

Към 1900 година според статистиката на Васил Кънчов („Македония. Етнография и статистика“) населението на селото брои общо 650 души, всички българи-християни.